# 立食

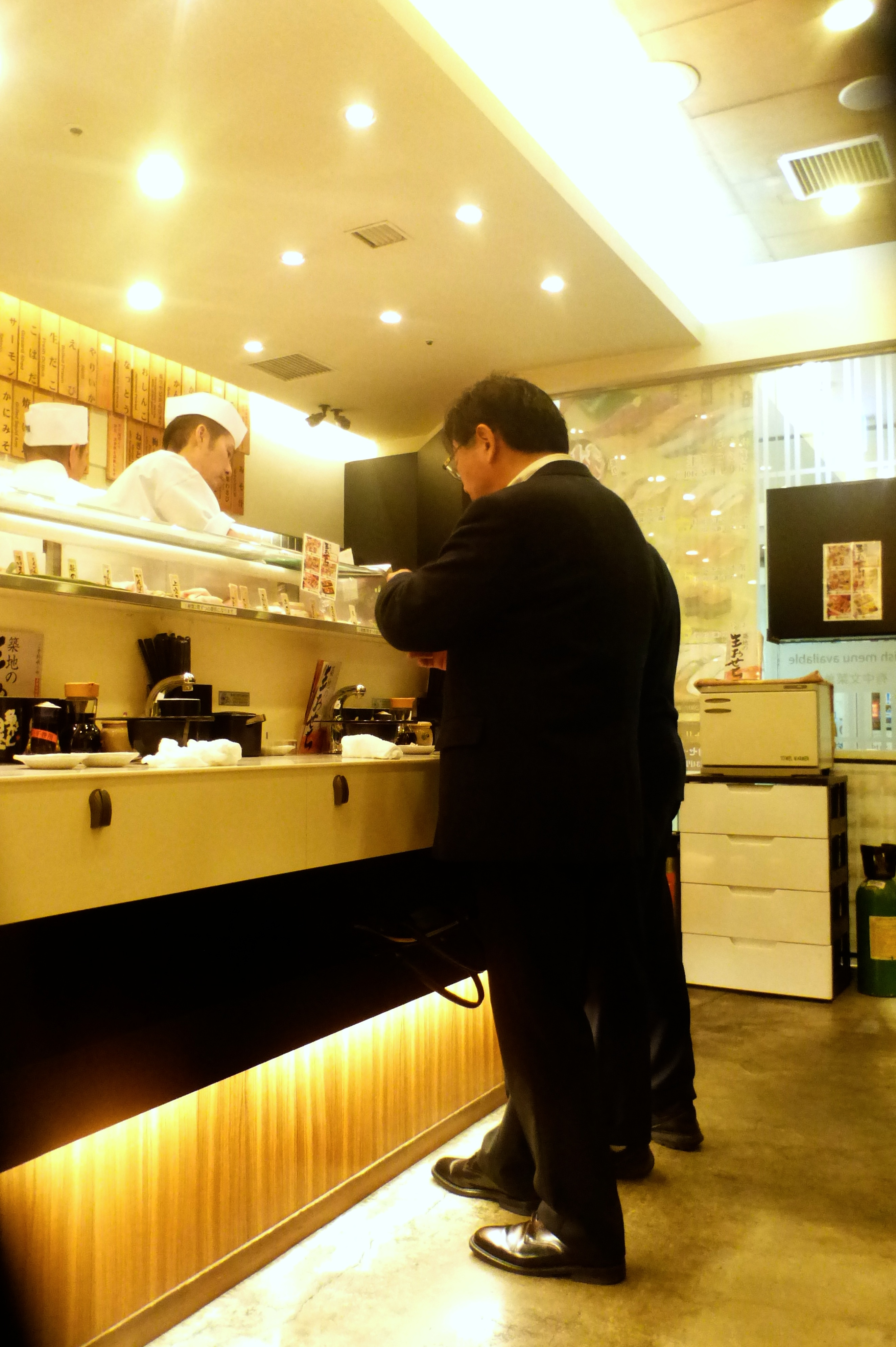
一家位於東京都千代田區神田佐久間町 的立食壽司店。

立食（日文：立ち食い／立食い／立食，日文讀音：たちぐい）是指站立進食的行為或餐飲店的營運模式。常見例子包括站著吃飯糰；而早期江戶前壽司也就是站著吃的。在餐廳營運方面，立食指不設座位、讓客人站著用餐的經營形式，例如立食蕎麥店。
部分日文辭典將「立食」（讀音：りっしょく）視為同義詞，亦有辭典持不同意見（詳見下文）。

## 概況
這類店鋪多設於車站內或辦公區等需要快速用餐的場所。對經營者而言，不設座位能提高客流周轉率，並通過減少用餐面積提升單位面積收益。此外，也因店鋪面積限制、避免座椅損耗、便於清潔等實際考量而採用立食形式。通常價格較有座位的店鋪便宜，僅設狹窄料理區與吧檯，顧客面向吧檯用餐，類似固定攤販。多數會配置自助飲水機與餐券販賣機，以減少人力並加快供餐速度。

## 類型
現代日本最常見的是立食蕎麥店（參見蕎麥屋），此形式自江戶時代起源於江戶地區，當時也販售清酒、壽司、天婦羅（串炸）等。其他如烤雞串、咖喱飯等可預製的簡便餐點亦屬此類。
部分壽司店雖在招牌標註「立食」，實際卻提供座位，此為攤販立食形式演變的遺跡。北大路魯山人在《握壽司達人》中提及：
戰後，壽司從立食轉變為坐食
中京地方至今仍常見此標示方式。
供應酒類的立飲店也相當普遍。2009年，東京神田「六花界」首創立食燒肉形式。2010年代起，出現「俺的」、「突然！牛排」等連鎖店，提供法國菜、牛排等傳統認為不適合立食的料理。

## 立食形式

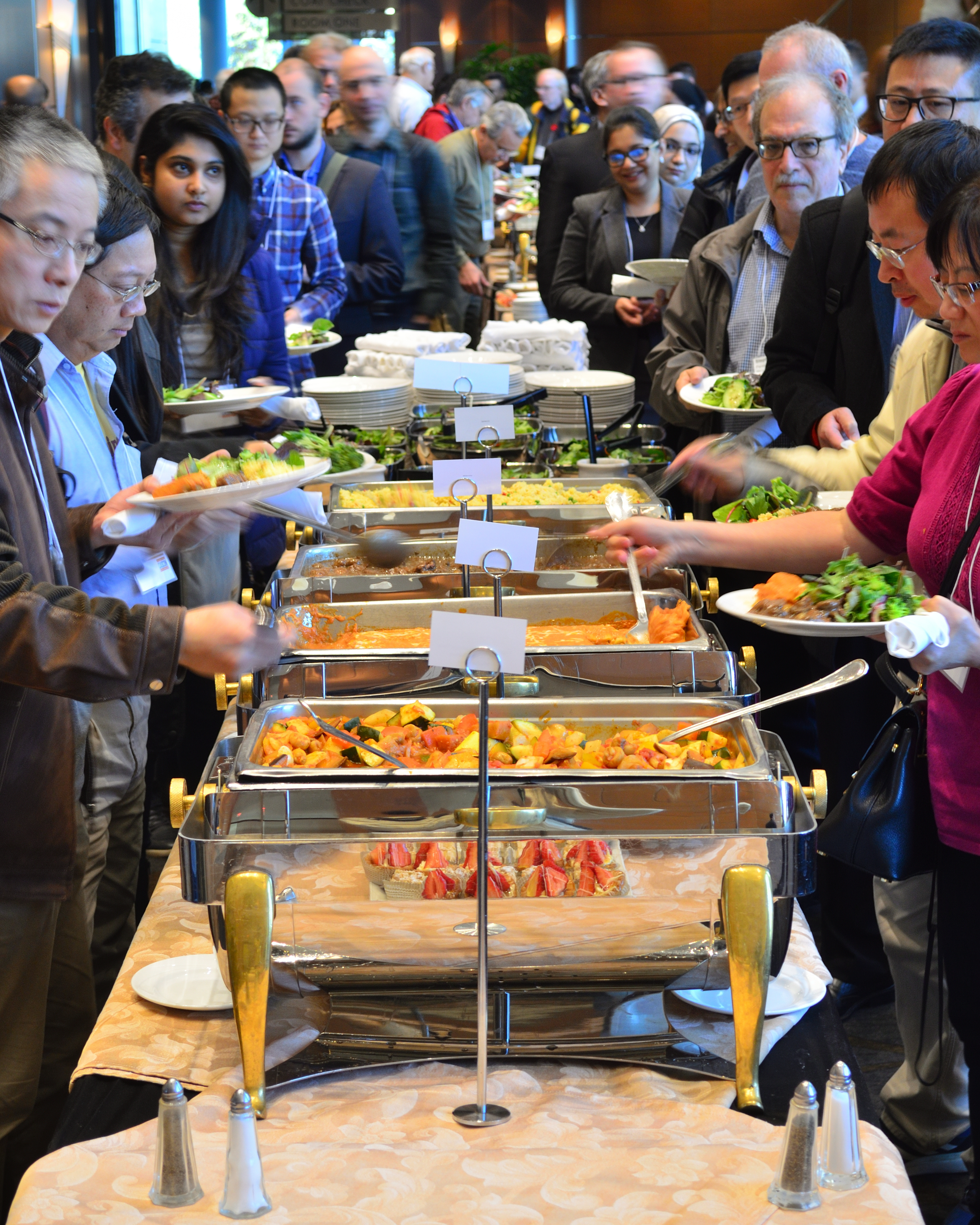
立食派對

部分辭典將「立食」（りっしょく）列為「立ち食い」同義詞，此詞相對於表示坐食的「座食」（ざしょく）。
最早見於1882年（明治15年）《朝野新聞》記載：「造幣局官員廢除於宴席招喚藝妓之習，改採西式立食」。明治前期出現的詞彙，早期辭書如《漢英對照いろは辞典》（1888年）、《俗語辭海》（1909年）視為同義，而《言海》（1891年）與《日本大辭書》（1893年）則專指「派對中自助取餐形式」。現代辭書對是否同義仍有分歧，但多數限定指派對形式的立食。

### 立食派對
指採用自助餐形式（立食與自助取餐）的派對，賓客從主餐檯取餐後站立用餐。雖不設固定座位，但通常會在牆邊等處準備少量座椅。
此形式利於賓客自由交流，對主辦方而言則能減少侍應人力與分餐成本。

### 備註
1. ↑  最早見於1851年（嘉永3年）出版的《俳諧發句一題噺》下卷：「おでんあんばいよしを たちぐひとでかけしに」